# University of Toledo

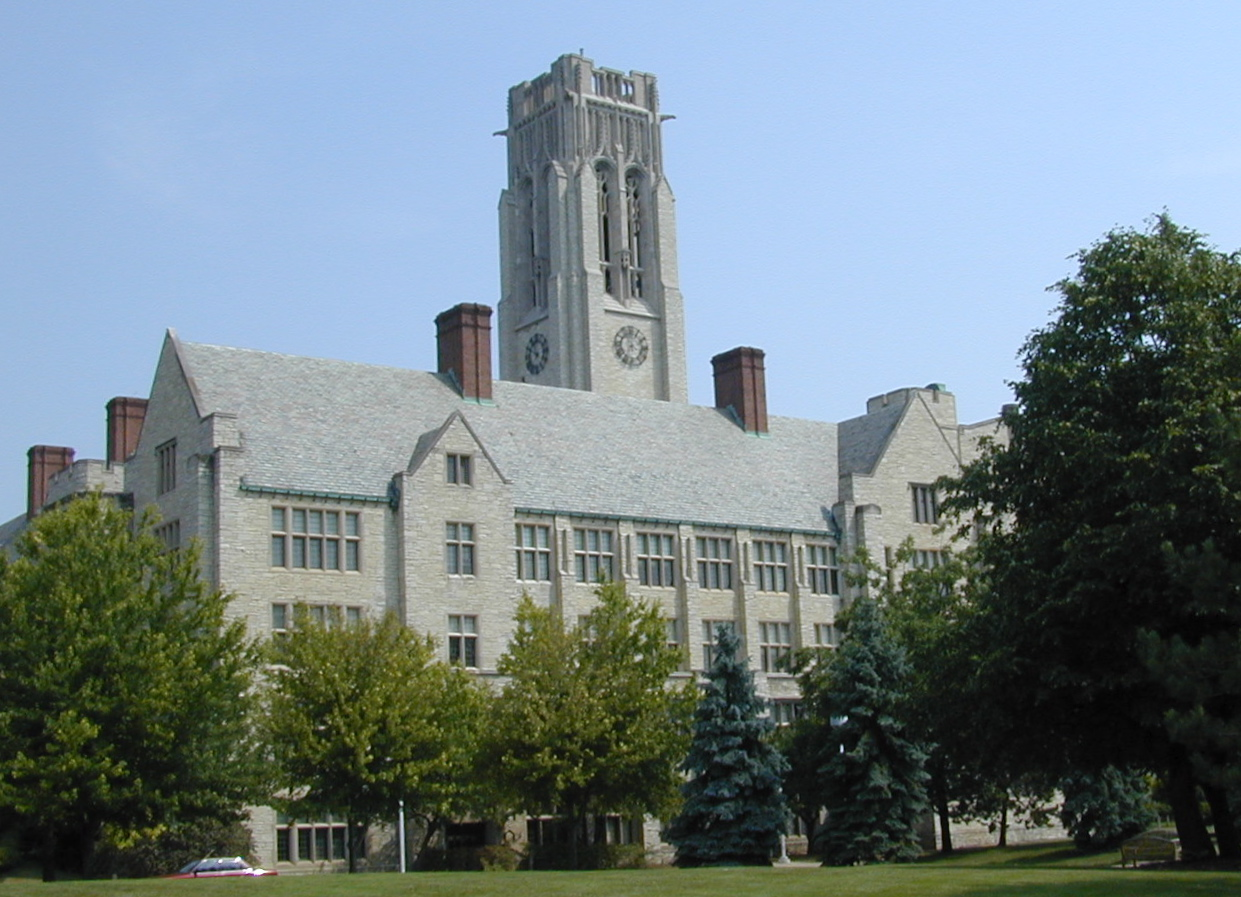
Universität von Toledo

Die University of Toledo ist eine staatliche Universität in Toledo im US-Bundesstaat Ohio. Die Hochschule wurde 1872 gegründet. Im Jahr 2012 waren hier 23.085 Studenten eingeschrieben. 2006 wurde die University of Toledo mit der Medical University of Ohio zusammengeschlossen.

## Geschichte
1868 veröffentlichte Jesup Wakeman Scott, ein Zeitungsredakteur aus Toledo, ein Pamphlet mit dem Titel Toledo: Future Great City of the World. Darin erläuterte er seine Idee, dass sich das Zentrum des Welthandels immer weiter nach Westen verschieben und bis zum Jahr 1900 Toledo erreicht haben würde. Als Vorbereitung auf diese Entwicklung stiftete er 160 acres Land für eine Universitätsgründung und am 12. Oktober 1872 wurde die Toledo University of Arts and Trades gegründet.  Scott verstarb 1874, ein Jahr bevor die Universität in einer ehemaligen Kirche in der Stadtmitte von Toledo eröffnet wurde. Die Einrichtung geriet schnell in finanzielle Schwierigkeiten und musste schon 1878 schließen. Am 8. Januar 1884 wurde die verbliebene Vermögensmasse der Stadt Toledo übertragen und die Schule wurde in städtischer Trägerschaft als Toledo Manual Training School wieder eröffnet. Das Lehrprogramm dauerte drei Jahre und war auf Schüler, die mindestens 13 Jahre alt waren, gerichtet. Sie erhielten sowohl wissenschaftliche als auch handwerkliche Unterweisungen.

## Fakultäten
- Gesundheitswissenschaften und Human Service
- Ingenieurwissenschaften
- Künste und Wissenschaften
- Medizin
- Pädagogik
- Pharmazie
- Pflege
- Rechtswissenschaften
- Wirtschaftswissenschaften
- University College

## Sport
Die Sportteams sind die Rockets. Die Hochschule ist Mitglied in der Mid-American Conference (Division West).
Daneben bietet die Universität Vereinssport in folgenden Sportarten an:
- Badminton (M & F)
- Basketball (F)
- Bowling
- Fechten
- Eishockey (M)
- Lacrosse (M & F)
- Racquetball
- Rudern
- Segeln
- Fußball (M & F)
- Tennis
- Ultimate (M & F)
- Volleyball (F)
- Wilderness Experiences
- Ringen (M)

## Berühmte Absolventen
Die University of Toledo gibt folgende Personen als nennenswerte Absolventen an:
- Leslie Adams – Künstler
- Howard An – Arzt
- Darrick Antell – Chirurg
- Marion Antonini – Unternehmer
- Charles Balch – Arzt
- Frederick Baur – Erfinder der Pringles-Dose
- Alan Barry – Unternehmer
- Christopher Bussert – Markenrechtsanwalt
- Bill Cunningham – Moderator
- Robert Dempsey – Flugdirektor der NASA
- Justice Andrew Douglas – Jurist
- Chuck Ealey – Canadian-Football-Spieler
- Andrew Fenaday – Filmproduzent und Drehbuchautor
- Phil Fontanarosa – Herausgeber
- William Gerstenmaier – Ingenieur, Führungsperson bei der NASA
- Bruce Gradkowski – American-Football-Spieler
- Philip Baker Hall – Schauspieler
- Arthur Hatch – Erfinder, Gewinner eines Academy Scientific and Technical Award
- Marvin Herb – Unternehmer
- Kareem Hunt – American-Football-Spieler
- Steve Howell – NASA-Ingenieur
- Julius Jacobson – Vater der Mikrochirurgie
- Foy Kohler – Diplomat
- Justice Judith Ann Lanzinger – Juristin
- David Liddle – Mitgründer der Interval Research Corporation
- Nina McClelland – Unternehmerin
- Melissa Monich – Unternehmerin
- John Neff – Investor
- Christi Paul – Moderatorin
- Michael Sallah – Journalist und Pulitzer-Preisträger
- John und Robert Savage – Unternehmer
- Karen Seibert – Unternehmerin
- John W. Snow – 73. Finanzminister der USA, CEO der CSX Corporation
- Elin Suleymanov – Diplomat
- Charles Sullivan – Unternehmer
- Chester Taylor – American-Football-Spieler
- Mildred Taylor – Preisträgerin der Newbery Medal
- Tom Wakefield – Mediziner
- Allan Williams – Unternehmer
- Albert Wright – Unternehmer
- Bill Yosses – Dessertzubereiter des Weißen Hauses